# نانسي كاثرين هايلز
نانسي كاثرين هايلز (وُلدت في 16 ديسمبر 1943) ناقدة أدبية أمريكية ما بعد حداثوية، اشتُهرت بالدرجة الأولى لمساهمتها في ميادين الأدب والعلوم والأدب الإلكتروني والأدب الأمريكي. هي أستاذة ومديرة الدراسات العليا في برنامج الأدب في جامعة ديوك.

## خلفية
وُلدت هايلز في سانت لويس، ميزوري لإدوارد وثيلما برونز. تلقت درجة بكالوريوس العلوم في الكيمياء من معهد روتشستر للتكنولوجيا في 1966، ودرجة الماجستير في الكيمياء من معهد كاليفورنيا للتكنولوجيا في 1969. عملت باحثة كيميائية في 1966 في شركة زيروكس ومستشارة بحث كيميائي في شركة بيكمان للأدوات من 1968 حتى 1970. بدلت هايلز بعدئذ تخصصها وتلقت درجة الماجستير في الأدب الإنجليزي من جامعة ولاية ميشيغان في 1970، ودرجة الدكتوراة في الأدب الإنجليزي من جامعة روتشستر في 1977. هي ناقدة اجتماعية وأدبية.

## حياتها المهنية
ركزت منحتها الدراسية بصورة رئيسة على «العلاقات بين العلوم والأدب والتكنولوجيا». درّست هايلز في جامعة كاليفورنيا، لوس أنجلوس، وجامعة آيوا، وجامعة ميزوري للعلوم والتكنولوجيا، ومعهد كاليفورنيا للتقنية، وكلية دارتموث. كانت مديرة الكلية لمنظمة الأدب الإلكتروني من 2001 حتى 2006.

## مفاهيم أساسية

### الإنسان وما بعد الإنسان
تفهم هايلز «الإنسان» و «ما بعد الإنسان» على أنهام تركيبان ينبثقان من فهم مُخصصة تاريخيًا للتكنولوجيا والثقافة والتجسيد، إذ تنتج كل من رؤى «الإنسان» و«ما بعد الإنسان» نماذج فريدة من النزعة الذاتية. ضمن هذا الإطار، يتماشى «الإنسان» مع مفاهيم التنوير خاصة الإنسانية اللبرالية، بما في ذلك تشديدها على «النفس الطبيعية» وحرية الفرد. وبالعكس، يتخلص ما بعد الإنسان من مفهوم «الذات الطبيعية» ويظهر عندما يجري تصور الذكاء البشري على أنه يُنتج بصورة مشتركة مع الآلات الذكية. وفقًا لهايلز، تفضل وجهة نظر ما بعد الإنسانية المعلومات على المادية، وتعتبر الوعي ظاهرة مصاحبة ثانوية وتتصور الجسد على أنه طرف صناعي للعقل. تقترح هايلز بالتحديد أنه في رؤية ما بعد الإنسانية «لا توجد فروقات جوهرية أو حدود فاصلة حاسمة بين الوجود الجسدي والمحاكاة الحاسوبية...». يظهر ما بعد الإنسان بالتالي على أنه هدم لمفهوم «الإنسان» الإنساني اللبرالي. تزدري هايلز فكرة وجود شكل ما من أشكال الخلود يُخلق عبر حفظ المعرفة البشرية بالحواسيب، وتؤثر بدلًا عن ذلك تفصيلًا ضمن تعريف ما بعد الإنسان يقول إن المرء يعتنق إمكانيات تكنولوجيا المعلومات من دون المفاهيم المتصورة عن القوة والخلود اللانهائيين، والاستعارات المرتبطة غالبًا بالتكنولوجيا والمنفصلة عن الإنسانية التقليدية. ترتبط فكرة ما بعد الإنسان هذه أيضًا بعلم التحكم الآلي في إنشاء حلقة تغذية راجعة تسمح للبشر بالتفاعل مع التكنولوجيا من خلال صندوق أسود، والربط بين الإنسان والآلة باعتبارهما واحدًا. وهكذا، تربط هايلز ذلك بإدراك ثقافي شامل للافتراضية وأولوية للمعلومات بدلًا عن المادية.

### التجسيد والمادية
على الرغم من استنتاج الفروق بين «الإنسان» و«ما بعد الإنسان»، هايلز حريصة على ذكر أن كلا المفهومين يشتركان في محو التجسيد من النزعة الذاتية. في الرؤية الإنسانية اللبرالية، يحظى الإدراك بأسبقية على الجسد، والذي يُحكى على أنه شيء يجب امتلاكه وإتقانه. في أثناء ذلك، تتخيل المفاهيم الشائعة لما بعد الإنسان السبراني الجسد على أنه مجرد حاوية للمعلومات والشيفرة. لملاحظة التوافق بين هذين المفهومين، تستخدم هايلز كتاب كيف صرنا ما بعد الإنسان لتحري العمليات والممارسات الاجتماعية والثقافية التي قادت إلى عقلنة المعلومات على أنها منفصلة عن المادة التي تمثّلها. بالاعتماد على أمثلة شتى، كاختبار تورنغ، ونيورومانسر جيبسون، ونظرية السبرانية (السيبرنيطيقيا)، تتعقب هايلز تاريخ ما سمته «الإدراك الثقافي بأن المعلومات والمادية متمايزان مفهوميًا وأن المعلومات بمعنى ما أكثر جوهرية وأكثر أهمية وأكثر أساسية من المادية». عبر تعقب ظهور مثل هذا التفكير، وبالنظر إلى المسألة التي بلغت بالنصوص الأدبية والعلمية مبلغ تصور –على سبيل المثال- تنزيل الوعي البشري على حاسوب، تحاول هايلز التشويش على الفصل بين المعلومات والمادة بكلماتها الخاصة: «...أعيدوا إلى الصورة الجسد الذي يستمر مسحه من النقاشات المعاصرة حول المواضيع السبرانية». في هذا الصدد، الموضوع ما بعد الإنساني في ظل الحالة الافتراضية «مَلغَمة، مجموعة من مكونات متغايرة، كيان مادي- معلوماتي تخضع حدوده للبناء والتجديد المستمرين». تفرّق هايلز بين «التجسيد» ومفهوم «الجسد» لأن «التجسيد، على نقيض الجسد، سياقيّ، مشبّك ضمن خصائص المكان والزمان والفيزيولوجيا والثقافة، والتي تؤلف معًا القانون». تعاين هايلز بصورة مخصصة طريقة تصوير شتى روايات الخيال العلمي نقلةً في فهم المعلومات، ولا سيما في ديالكتية الوجود/ الغياب أمام النمط/ العشوائية، وتخطط هذه النقلات لتظهر كيف تحوز أفكار التجريد والمعلومات في الحقيقة «مأوى محليًا» و«تتجسد» ضمن الحكايا. رغم أن الأفكار حول «المعلومات» المأخوذة خارج السياق تخلق أفكارًا تجريدية حول «جسم» الإنسان، تضع قراءة الخيال العلمي هذه الأفكار نفسها في «الحكاية» «المتجسدة».

### المعرفة اللاواعية
وفقًا لهايلز، تحدث معظم المعرفة البشرية خارج الوعي/ اللاوعي، إذ تمتد المعرفة عبر الطيف البيولوجي بأكمله، بما فيه الحيوانات والنباتات، فتفهم الأجهزة التقنية، وبفعلها ذلك تؤثر تأثيرًا عميقًا على الأنظمة البشرية المعقدة. تميّز هايلز بين التفكير والمعرفة. في كتابها غير المتوقع: قوة المعرفة اللاواعية، تصف التفكير قائلة: 
يشير التفكير، كما أستخدمُ المصطلح، إلى العمليات العقلية عالية المستوى مثل الاستدلال المجرد، وصوغ اللغات اللفظية واستخدامها، وإنشاء المبرهنات الرياضية، وتأليف الموسيقى، وما شابه ذلك، العمليات المتعلقة بالوعي الأعلى.
وتصف المعرفة:
المعرفة قدرة أوسع بكثير تمتد بعيدًا وراء الوعي إلى عمليات الدماغ العصبية الأخرى، وهي أيضًا واسعة الانتشار في أشكال الحياة الأخرى والأنظمة التقنية المعقدة. ورغم أن قدرة المعرفة التي توجد وراء الوعي تُسمى بشتى الأسماء، أطلق عليها أنا المعرفة اللاواعية.

## القبول الأكاديمي
ضمن حقل الدراسات ما بعد الإنسانية، يُعتبر كتاب كيف صرنا ما بعد الإنسان بقلم هايلز «النص الأساسي الذي سلّط اهتمامًا عالميًا أوسع على ما بعد الإنسانية». في السنوات التي تلت نشر هذا الكتاب، تلقى إشادة وتعرض لنقد من قبل الباحثين الذين نظروا إلى عملها عبر مجموعة مختلفة من المناظير، بما فيها مناظير التاريخ السبراني، والنسوية، وما بعد الحداثية، والنقد الأدبي والاجتماعي، والمناقشات في الصحافة العامة حول علاقات البشر المتغيرة بالتكنولوجيا.